# ناجحة عبد الأمير عبد الكريم
ناجحة عبد الأمير عبد الكريم العامري وهي سياسية عراقية شغلت منصب عضوة في مجلس النواب العراقي في دورته الأولى من عام 2005 إلى 2010.

## النشأة
هي مسلمة شيعية، ولدت في بغداد عام 1956 ودرست في الجامعة المستنصرية.

## الحياة المهنية
انضمت ناجحة إلي حزب الدعوة الإسلامية في سن مبكرة، وقبل أن تتمكن من إنهاء دراستها الجامعية اعتُقلها حزب البعث العراقي في عام 1979. فقد بقيت في السجن وتعرضت للتعذيب. ففرت من العراق في عمر صغيرة عام 1983 لتستأنف معارضتها لنظام صدام حسين، الأمر الذي تسبب في اغتيال العديد من أفراد عائلتها.
بعد غزو العراق عام 2003، عادت ناجحة عبد الأمير إلي العراق. فساعدت في إنشاء جناح نسائي في حزب الدعوة الإسلامية وأسست جماعة المرأة المسلمة. في العام التالي، استكملت العامري دراسة البكالوريوس في علم الرياضيات. وانتُخبت مُمثلًا في مجلس العراق الانتقالي في عام 2005 كما صارت عضوًا في لجنة صياغة الدستور. في عام2010 ، إنضمت ناجحة إلي مجلس النواب العراقي بصفتها عضوًا في لجنة مراجعة الدستور واللجنة المعنية بشؤون الشهداء والسجناء السياسيين.

## الحياة الخاصة
كان زوج  ناجحة عبد الأمير عضوًا كذلك بحزب الدعوة الإسلامية وقُتل عام 1980.